# Lærke Sørensen
Lærke Sofie Tandrup Sørensen (født 6. februar 1998) er en dansk håndboldspiller, der spiller for Skara HF i Sverige. Hun kom til klubben i 2019. Hun har tidligere spillet for Molde HK og HH Elite